# American Cookery

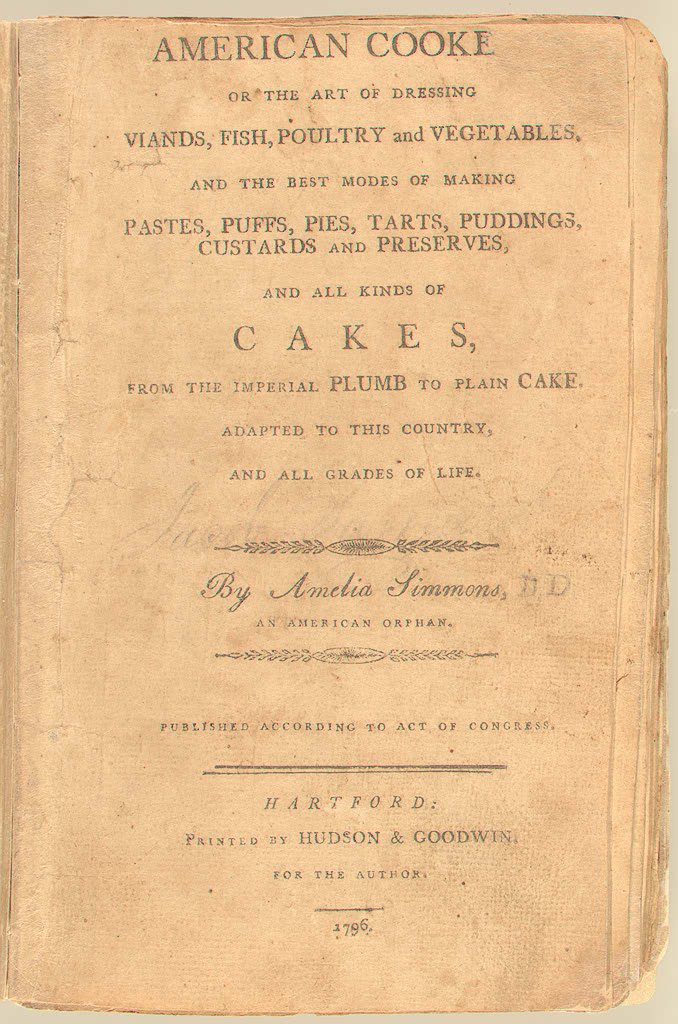
Page de couverture de la première édition d American Cookery (1796).

American Cookery (Cuisine américaine) est un livre de cuisine américain de la fin du XVIIIe siècle. Écrit par Amelia Simmons et publié en 1796, c'est le premier livre de cuisine écrit par un citoyen américain. 
Jusqu'alors, les livres de cuisine imprimés aux États-Unis ou utilisés dans ces territoires étaient britanniques, aussi l'importance de cet ouvrage est évidente pour l'histoire de la gastronomie américaine, et plus généralement, pour l'histoire des États-Unis. Le titre complet  de ce livre est : « American Cookery, or the art of dressing viands, fish, poultry, and vegetables, and the best modes of making pastes, puffs, pies, tarts, puddings, custards, and preserves, and all kinds of cakes, from the imperial plum to plain cake: Adapted to this country, and all grades of life » (Cuisine américaine, ou l'art d'accommoder les aliments, le poisson, la volaille et les légumes, et les meilleurs manières de faire des pâtes, feuilletés, tourtes, tartes, entremets, crèmes et conserves, et toutes sortes de gâteaux, du cake à la prune Impériale au simple gâteau : Adapté de ce pays, et à tous les styles de vie). 
Ce livre a connu un très grand succès et fut imprimé, réimprimé et piraté pendant trente ans après sa première publication. Quatre exemplaires de la première édition (Hartford, 1796) existent encore.  
Selon le Historic American Cookbook Project de l'université d'État du Michigan : « L'importance de ce travail ne peut pas être surestimée. Sa publication initiale (Hartford, 1796) était, à sa manière, une seconde déclaration de l'indépendance américaine... »
.

## À propos de l'auteur
Les seules informations biographiques connues sur l'auteur proviennent de la page de couverture et du titre de son livre de cuisine où elle est présentée comme « Amelia Simmons, orpheline américaine ». On ne connait rien d'autre sur l'auteur, aussi tout le reste est le résultat de déductions. American Cookery est le seul ouvrage qu'elle ait publié. Elle dit dans sa préface : « L'indulgence des dames américaines est implorée avec sollicitude par l'auteure, car elle est limitée dans ses connaissances, s'agissant d'une œuvre originale dans ce pays. » 
Cette formulation indique qu'elle a probablement manqué d'instruction supérieure.
D'après d'autres citations de sa préface, elle était probablement employée comme domestique. 
Elle écrit sur « ces femmes qui ont des parents ou des frères ou des richesses, » et comment les orphelines peuvent être « conduites à la nécessité de se placer dans des familles comme domestiques. ». 
L'historienne gastronomique, Karen Hess, déclare que parce que … « la première édition est parue à Hartford, les historiens ont toujours supposé qu'elle était de la Nouvelle-Angleterre. » Cette hypothèse est renforcée par l'inclusion de spécialités du sud de la Nouvelle-Angleterre comme l'Indian pudding et les johnnycakes. Cependant, la plupart des éditions ultérieures ont été publiées dans des villes proches de la vallée de l'Hudson (par exemple - Albany, Salem, Troy, Poughkeepsie, New York). 
De plus, plusieurs termes néerlandais apparaissent dans son travail (par exemple, slaw et cookey), termes qui viennent plus probablement de cette région, plutôt que de la Nouvelle-Angleterre.
On peut donc penser qu'Amelia Simmons venait plus vraisemblablement de la région de la vallée de l'Hudson.
Karen Hess a également considéré Miss Simmons comme une « honnête bonne cuisinière », notant dans ses recettes l'usage de vin et d'une grande variété d'herbes.
Amelia Simmons a aussi montré dans ses recettes « des techniques britanniques de rôtissage extraordinairement bonnes ».

## Éditions successives
On connait treize éditions de ce livre, publiées entre 1796 et 1831.  American Cookery a également été réimprimé en plusieurs éditions et formats au XXe siècle.

### Première édition:  Hartford (Connecticut), 1796
La première édition a été publiée en 1796 par Hudson & Goodwin à Hartford (Connecticut).  L'expression For the Author sur la page de titre indique qu'Amelia Simmons a vraisemblablement payé elle-même les coûts d'impression.
Le livre fut produit sans couverture cartonnée : la page de titre servait aussi de couverture ; la dernière page (page 48) était une page blanche. 

### Deuxième édition:  Albany (New York), 1796
La deuxième édition a également été publiée en 1796, mais par Charles R. et George Webster d'Albany (New York).
La deuxième édition (elle aussi sans couverture cartonnée) comprend 64 pages.

### Autres éditions
En 1808, Lucy Emerson a plagié le livre d'Amelia Simmons (sur la base de l'édition de Troy (New York) 1808) en modifiant partiellement le titre et en recopiant mot-à-mot la plus grande partie du texte. Elle remplaça les mots « American Cookery » par « The New-England Cookery », mais le titre est par ailleurs presque le même.  Publié à  Montpelier (Vermont) en 1808,. 
En 1957, Mary Tolford Wilson écrivit un essai, The First American Cookbook, qui servit d'introduction à une édition en facsimilé de la première édition d' American Cookery (Hartford, 1796). Cette édition a été publiée à l'origine par Oxford University Press en 1958, et rééditée ultérieurement par Dover Publications en 1984.
En 1982, Gail Weesner édita et annota une édition à la typographie révisée avec une introduction et un grand nombre d'annotations pour les recettes dont l'utilisation ou le contenu nécessitait des éclaircissements.  
Cette version est plus facile à lire car la forme cursive ancienne de la lettre « s » (appelée s long) qui ressemble à un « ƒ » a été rendue par la forme typographique moderne du « s » court.  Publié par Rowan Tree Press (1982).
En 1996, l'historienne gastronomique Karen Hess encouragea la publication d'une édition en facsimilé de la deuxième édition de l' American Cookery (Albany, 1796) par Applewood Books, dont elle écrivit l'introduction et des notes historiques. Ce fut l'édition du bicentenaire d'American Cookery, publiée en 1996.

## Importance du texte
Tout d'abord, c'est le premier livre de cuisine connu qui combine des procédés de la cuisine anglaise avec des produits américains. Il contient par exemple la première recette imprimée connue où l'on substitue du maïs américain (semoule de maïs) à l'avoine anglaise dans les recettes par ailleurs  anglaises. 
La recette du Johnny cake est apparemment la première version imprimée faite avec de la semoule de maïs. Le maïs et l'avoine sont tous deux des céréales. Le livre contient aussi la première recette imprimée connue de dinde (volaille originaire d'Amérique du Nord et d'Amérique centrale) avec des canneberges. 
Deuxièmement, et sans doute le plus important, c'est la première trace imprimée aux États-Unis pour l'utilisation d'un agent levant chimique, qui était le précurseur de la levure chimique moderne, employée pour faire lever la pâte en boulangerie. À cette époque, il était connu sous le nom de potasse, perlasse, ou alcali.
« Bien que les Amérindiens aient utilisé le maïs depuis plusieurs millénaires et les Européens et Afro-Américains depuis les débuts des Pères pèlerins, ce livre présente les premières recettes imprimées utilisant la farine de maïs... ».